# 무의식
무의식(無意識, 독일어: Unbewusste, 영어: unconsciousness) 또는 '비의식'(nonconscious)은 자신과 주위 환경에 대해 자각이 없는 상태 즉, 각성되지 않은 심적상태로 자신이 의식하지 못하는 두뇌의 활동이며 사고 과정, 기억, 동기 따위 없이 자동적으로 발생, 반응하거나 작동할 수 있는 신체적, 심리적, 정신적 작용이다.
이 개념은 오스트리아의 신경학자이자 정신분석학의 창시자인 지그문트 프로이트에 의해 대중화되었다. 정신분석학 이론에서 무의식적 작용은 꿈이나 농담 따위를 통해 직접적으로 나타난다고 이해된다. 프로이트가 제창한 정신분석학이나 카를 융이 제창한 분석심리학에서 무의식은 “마음 속의 의식이 아닌 영역”이다.
뇌신경과학같은 비정신분석학적 학문들에서는 무의식적 활동이란 의식적 자각에 전적으로 따르지 않는 정신적 활동을 가리키는 말로서 사용하며 이경우 이를 '비의식'(nonconscious process)이라는 용어를 사용하기도 한다. 정신분석학에서 말하는 것 같은 별개의 영역으로서의 무의식 개념이 오이디푸스 컴플렉스 따위의 이론을 전제로 이루어지는 것과 달리 신경과학이나 인지심리학 등에서의 비의식(무의식)은 그러한 이론과는 달리  경험적이고 과학적인 연구 데이터에 기반하여 다루어야 할 대상으로 본다. 예컨대 인지과학 연구자들은 사람이 의식적 사고를 통해서 얻는 정보보다 더 많은 정보를 의식적 자각 바깥에서 자동적, 비의도적으로 획득할 수 있음을 밝혀냈으며 이러한 것의 주요한 예로 자동적 사고의 무의식적 작용이 언급된다.
한편, 정신분석학적인 의미에서의 무의식은 그 존재 자체가 의심받기도 한다. 에리히 프롬은 정신분석학자이지만 프로이트적인 의미에서의 무의식을 부정했으며, 모리스 메를로퐁티 같은 현상학자들은 무의식도 "수동적 의식"으로서 결국 의식의 연장이라고 생각한다.

## 명칭
융은 "프리드리히 빌헬름 요제프 셸링이 서양의 무의식의 발견자라고 한다. 무의식의 영역을 간단한 표현으로「무의식(독:Unbewusste, 영:the unconscious)」이라고도 부른다. 여기서 말하는 무의식은, 의식되지 않은 마음unconscious mind 등과는 다른 개념이다.
덧붙여서, AD 4세기 무렵 나타난 불교의 유식사상, 「유식 30송」에서는, 전 오식(시각, 청각, 후각, 미각, 촉각)이라는 의식 외에 무의식이라고도 해석할 수 있는 제칠식, 아뢰야식이라는 두 개의 심층의식층을 상정했다.(팔식설)

## 의식의 존재
무의식적이다고는 무엇인가 말하는 것은, 그 전제에, 의식이란 무엇인가라고 하는 것의 이해가 없으면 안 된다. 「의식」이란, 인간 일반적으로 두고, 「내가 의식하고 있으면, 의식하고 있을 때, 자명적으로 존재 이해되는 무엇인가」이라고 된다(데카르트의 「코기토 에르고 숨」. 철학의 분야에서는 오랫동안, 의식과 자아는 동일시 되었다).
이와 같이 의식은, 주관적으로 파악되어 왔지만, 근대에 성립한 과학이 그 연구 대상으로 하려면 , 객관적인 규정으로서는 적절하지 않고, 애매하고, 한편 정량적 파악도 곤란했다. 그 때문에 마음의 학문인 심리학에서도, 마음이나 영혼, 혹은 의식은 과학적으로 정의되지 않는다고 하고, 자극과 반응 그리고 심리학을 쌓아 올리려고 한 행동주의 심리학 등이 출현했다. 현재에도 마음의 개념과 같이, 의식의 개념도 주관적으로 파악되는 것에 지나지 않고, 그 존재를 객관적으로 파악하는 것이 어려운 것이다고 생각하는 심리학파도 있다.
그러나, 과학적 대상으로 해 객관적 파악이 곤란이라고 해도, 「의식을 의식하는 사람에게는, 의식의 존재는 자명하다」라고 하는 명제도 또한 진리라고 생각할 수 있는 것부터(주관적 파악), 과학적 객관적으로는 관찰되지 않는으로 해라, 마음의 개념과 같이 의식의 개념도 존재하고 있으면 최초부터 전제 하고 있는 심리학도 많다. 적어도 일반인은 의식이 없다고는 생각하는 사람은 적다. 그 때문에 과학적으로 증명되어 있지 않아도, 의식은 자명의 것으로 해 다루어지거나 하고 있는 것이 현상이다. 물론 의식도 또 존재하지 않는다고 생각하는 학파도 있어, 확정하고 있지 않는 것이 현상이다.

## 무의식의 존재

### 무의식의 의미 1
무의식은, 「의식이 없는 상태」와「마음속의 의식이 아닌 혹루영역」의 두 개의 주요한 의미가 있다.
「의식이 없는 독:unbewusst, bewusstlos, 영:unconscious」란, 강한 의미로 대뇌의 기능이 거의 없는 상태를 의미한다. 그러나 대뇌의 기능은, 인간이 살아 있는 한, 완전하게 정지하지 않고, 「거의 없다」란 어디까지 없는 것인가, 객관적인 기준이 애매하다.
한편, 약한 의미로 「의식이 없다」는 경우는, 「눈치채지 못한다」라는 의미이기도 하다. 예를 들면, 음악을 들으면서 책을 읽고 있으면, 처음은 책의 문장의 내용과 음악의 양쪽 모두가 의식된다. 그러나, 독서에 집중하고 있고, 문득 무엇인가로 중단되면, 「음악이 갑자기 들려 온다」라는 일이 있다. 음악은 쭉 울리고 있었지만, 독서에 집중하고 있었기 때문에, 음악의 진행에 「눈치채지 못하게」 된 것이다.
인간은 시간 속에서, 매우 다수의 감각 자극이나 의미의 자극을 받아 그 대부분을 의식하고 있다. 그러나, 「의식하고 있지 않다·눈치채지 못하다」감각 자극이나 의미의 자극으로, 대뇌는 감수해, 기억에 새기고 있는 것은, 더 방대한 양이 존재한다. 기억에 관한 심리학의 실험으로부터 그것을 말할 수 있다.

### 의식과 기억
인간은 여러 가지 것을 의식하지만, 목전, 혹은 「지금 여기의 감각적・의미적 자극의 패턴」이외로, 「의식하는 것」은, 광의의 「기억」이다. 기억의 재생은, 어느 말이나 지식등이 재현되기도 하지만, 또 내적인 이미지의 형태로, 과거의 정경(시각적・청각적등 )이 생각나기도 한다.
기억은 일상적으로 재현되고 있어 복잡한 순서를 필요로 하는 작업에서도, 그 하나 하나의 순서를 「의식하지 않는다」로, 기계적으로 수행하는 것이 가능하다. 예를 들면, 복잡한 한자를 쓰는 경우, 어느 선을 긋고, 다음은 어느 선을 어디에 어떻게 추가 기입이라고 등과 하나 하나 기억을 더듬고 쓰고 있는 것은 아니다(참고: 수속기억).
「기억을 상기하고 있다고 하는 의식」없이, 매우 많은 일이, 이 현재에 상기되어 이미지나 감정이나 의미로 구성되는 「의식의 흐름」이 지속하고 있다.
그러나, 그 외분으로, 무엇인가를 생각해 내려고, 확실히 알고 있을 것인데, 아무래도 생각해 낼 수 없는 케이스가 존재해, 이 때, 의식의 매끄러운 흐름은 막혀, 기억을 재생하려고 하는 노력이 의식에 오른다.
생각해 내려고, 노력등이 필요한 기억은, 「매끄럽게 흘러 가는 의식의 영역」에는, 상기가 성공할 때까지는, 존재하지 않았던 것이 된다. 그럼, 그러한 기억은 어디에 있었는가. 물론, 대뇌의 신경세포의 구조 관계의 패턴 속에 존재하고 있었던 것이다가, 주관적인 경험으로서는, 그러한 기억은, 「현재의 의식 영역」의 밖, 「전의식」라는 영역에 있었다고 여겨진다.

### 무의식의 의미 2
일상적으로 흘러 가는 의식 속에서는, 여러 가지 「의식의 대상」이 존재하고 있다. 이 현재의 의식의 대상은, 눈앞 하고 있는 감각・의미・감정등의 패턴이지만, 또, 정체가 없는 자연스러운, 「눈치채는 일 없이」상기되고 있는 기억의 내용이, 그 대상이다.
「의식」이라는 말자체가, 「각성 의식이 있다」, 「무언가에 눈치채고 있다」라고 하는 통상적인 의미 이외에, 주체가 의식하고 있는 「대상의 총체」가 존재하고 있는 「영역」의 의미를 가지고 있다. 무엇인가를 「의식하고 있다」, 또는, 무언가에 「눈치챈다」라고는, 대상이, 「의식의 영역」에 들어 오는 것, 의식에 올라 오는 것을 의미한다고도 말할 수 있다.
인간은 일생 속에서, 방대한 양의 기억을 대뇌의 생리학적인 기구에 새긴다. 그 안에서, 재차, 기억으로서 의식에 재생되는 것도 있지만, 대부분의 기억은, 재생되지 말고, 대뇌의 기억의 저장 기구 속에서 유지되고 있다.
이러한 방대한 기억은, 개개 뿔뿔이 흩어지게 고도의 집단과 같이 존재하고 있는 것이 아니라, 연상이 기억의 상기를 촉진하는 것부터 분명한 것 같게, 감각적 혹은 의미적・감정적으로, 연관 구조나 그룹 구조를 가지고 있다. 그리고, 이러한 구조 속에서 기억에 새겨지고 있는 한은, 어떠한 기억이어도, 재생, 상기될 가능성은 완전한 제로는 아니게 된다.
사람의 일생에 있고, 재차, 상기될 가능성이 제로는 아닌다고 해도, 사실상, 일평생에 있어 두 번 다시 「의식의 영역」에 올라 오지 않는, 방대한 양의 기억이 존재한다. 주관적으로 바라볼 때, 일평생으로, 두 번 다시 상기되지 않는 이러한 기억은, 「의식의 밖의 영역」에 존재한다고 표현하는 것이 타당하다.
「의식의 밖」이라고 해도, 과학적으로는, 대뇌의 신경세포 네트워크의 어디엔가 새겨지고 있는 것이며, 「의식의 밖」이란, 주관에 있어서, 현상적으로 「의식이 아닌 영역」에, 방대한 기억이 존재한다고 하는 의미이다. 이러한, 「의식이 아닌 영역」이, 무의식의 제2의 의미가 된다.

### 무의식의 존재
의식이 대상으로 하는 것은, 기억 만이 아니다. 또 기억은, 어떠한 의미로 「구조화」되고 있어 「무의식의 영역」의 방대한 기억이 어떻게 구조화 되고 있는가 하는 일도 문제이다.
인간에게는 경험이나 학습에 의해서 얻은 기억·지식 이외에, 천성적 또는 선천적으로 갖추고 있었다고 밖에 말할 수 없는 「지식」이나 「구조」가 존재한다. 그 하나의 예는, 「인간의 언어」이며, 인간의 언어는, 현재의 지견에서는, 인간 밖에 완전하게는 구사할 수 없다. 놈 톱스키의 생성문법은, 인간의 대뇌에, 선천적으로 언어를 구성하는 능력 혹은 구조가 갖춰지고 있는 것을 주장하고 있다.
아이는 성장 과정에서, 유한수의 단어를 기억한다. 단어는, 단어가 나타나는 문장 문맥과 함께 기억된다. 그러나, 아이의 언어 생성 능력은, 그것까지 들은 적이 없는 문장, 따라서, 기억에는 존재하지 않는 문장을 말로서 이야기하는데 있다. 「기억한 적이 없는 문장」을 아이가 이야기하는 것은, 그것은 기억은 아닌 것이어, 그러면 어디에서 이러한 문장이 용출 하는 것인가.
그것은 「의식이 아닌 영역」, 또는 「무의식」으로부터 용출 하는 것이라고 말할 수 있다. 톱스키가 생각한 보편문법의 구조는, 무의식의 영역에 존재하는 정서구조이다. 언어의 자연스러운 생성, 언어의 흐름의 생성은, 의식의 밖에서, 즉 의식의 심층, 무의식의 영역에서, 말과 의미를 둘러싼 정서를 하고 있는 것을 의미한다(생성 문법에서는, 무의식이라든지 심층 의식이라고 하는 표현을 후에 피했지만, 언어의 선천적인 구조성의 주장에 변화는 없다).
이와 같이, 의식의 영역에 나타나는 것은 아니지만, 의식의 밖의 영역, 즉 무의식의 영역에 기억이나 지식이나 구조가 존재해, 이러한 기억이나 구조가, 의식의 내용이나, 그 있는 그대로 영향을 미치고 있다고 하는 사실은, 가설이 아니고, 과학적으로 실증되는 사실이다. 뇌가 없으면 언어는 존재하지 않는 것이니까.

## 심층심리학 이론과 무의식
- 프로이트의 억압하는 무의식

심층심리학의 이론의 대표라고도 말할 수 있는 지그문트 프로이트가 제창한 정신 분석학에선, 무의식 중에 억압의 구조를 가정해, 이러한 구조에 대해, 신경증이 발병한다고 하여, 그 치료법의 이론을 전개했다. (비판: 「억압하는 무의식」은 실증할 수 없다).
또, 정신 분석의 이론의 응용으로서 개인의 「양심」, 사회의 「도덕」의 기원을, 무의식의 억압 구조의 문화적인 작용으로서 설명했다. 예를 들면 버릇이나 일견 우발적으로 보이는 실언에 대해, 본인은 후에 설명을 시도(합리화)하지만, 객관적으로 앞뒤가 맞지 않는 경우도 많이 있기 때문에 거기에 개인적인 억압 구조를 볼 수 있다고 했다. 이것은 융의언어연상법에도 계승해지고 있다.
- 융의 자기실현의 무의식

분석심리학을 제창한 카를 융은, 「자아인 나」가 「왜 나인가」를 물었다. 「나인 의미」는, 영혼의 완전성, 원구적 완전성의 실현에 있다고 생각했다. 무의식은, 자아를 자기(제르프스트) 즉 「신」으로 높여 가는 구조를 가진다고 가정했다.(비판: 「신으로 스스로를 높이는 무의식의 구조」는 실증할 수 없다. 그러나, 「융의 기본 이론」과「융의 사상」은 나눠 생각하지 않으면 안 된다. 융의 이론은 반증 가능성을 가지지 않고, 현대적인 범주로의 과학으로서는, 성립되지 않는다).
분석심리학은, 「신화의 의미」, 「죽음과 삶의 의미」등을 사상적으로 해명하는데 유효했다. 융 자신은, 과학이론으로서 신중하게 이론을 구성했지만, 그것은 표층 구조에 대해, 용이하게, 종교나 오컬트에 전용 가능한 이론이었다.

## 광의의 무의식
「의식이 아닌 영역」에 관해서는, 여러 가지 해석을 하고 있다. 최면상태로의 의식 상태나, 종교적인 의식이나 약물 섭취로 생기는 「변성의식」 등도, 통상의 의식이 아닌 상태이다.
또, 이러한 광의의 변성의식등의 그 밖에, 잠재의식 등의 「의식이 아닌 상태·영역」을 생각되어 왔다. 「의식이 아닌 영역」의 존재는 확실하다고 해도, 주관적으로 파악되는 그러한 영역에 대한 객관적인 기술이나 설명을 실시할 수 있는가 하면 곤란하다.
프로이트나 융의 이론의 「무의식」은, 그들이 이론적으로 상정한 구조의 존재는, 결과적으로 실증되지 않는 것이 판명되었지만, 20세기 전반에 태어난, 이러한 「무의식의 개념」은, 문화적으로 큰 영향을 준 것도 사실이며, 사상이나 예술에 현재도 아직 영향을 가지고 있다.
그러나, 무한정에 무의식을 말하는 것은, 개개인의 주관적인 파악이 되어, 또 트랜스퍼스널 심리학의 무의식도 그렇지만, 너무나 가설적 요소의 큰 무의식은, 실증성이 더욱 더 곤란하고, 의문이 된다. 잠재의식도, 무엇을 의미하는 개념인가, 불확정 요소가 너무 많다. 주관적 요소나 해석이 너무나 큰 그러한 말의 용법이나 개념에 대해서는, 의문이 있다.

## 같이 보기
- 의식
- 의식의 흐름 윌리엄 제임스
- 순수지속 앙리 베르그송
- 심층심리학
- 민의식 피에르 자네
- 마이너스 사고
- 조셉 머피 (작가)
- 초자아 (프로이트)

### 외국어판 관련 항목
「의식 상실 상태」에 대한 항목
- en:Unconsciousness
- de:Bewusstseinsstorung

「집단적 무의식」의 항목
- en:Collective unconscious
- de:Kollektives Unbewusstes
- fr:Inconscient collectif

광의의 「무의식」에 관한 항목
- en:Unconscious mind
- de:unbewusst de:Unterbewusstsein
- fr:Inconscient